# Jerma985
Jerma985 (született Jeremy, ismert még szimplán Jermaként is, Boston, 1985. szeptember 22. –) amerikai livestreamer, youtuber, szinkronszínész, aki a "szürrealitás határait súroló" élőadásairól ismert a Twitch felületén.

## A kezdetek, tanulmányai
Jerma 1985. szeptember 22-én született ír és lengyel származású szülők gyermekeként. Miután  kommunikációs diplomát szerzett, póttanár és szabadúszó esküvői fotós lett.
2018-ig a massachusettsi Bostonban élt, utána a Nevada állambeli Las Vegasba költözött.

## Pályafutása

### Korai évek, szinkronszínészkedés
Korábban a mára már megszűnt jermanet.com weboldal tulajdonosa volt. A weboldal videó és audióklippeket tartalmazott főleg egyetemi éveiből.
2005-ben egy Newgrounds fiókot készített, ahol gyakran megfordult a Voice Acting Club (Szinkronszínészklub) oldalon, ami NG Forum Clubs & Crews fórumához tartozott, és más tagokkal beszélt a szinkronszínészetről. Az egyetlen médiadarab, ami megtalálható a mára már elhagyott fiókján, egy szinkronszínészi munka volt Shaun McGlinn's Salty Swamp részére, ahol többek között Loke the Village Idiot karaktert is szinkronizálta.

### Youtube
Jerma985 YouTube-csatornáját 2011. június 11-én hozta létre. Főként Team Fortress 2 videókat csinált, amivel a Camp One Step nonprofit szervezetnek gyűjtött pénzt.
2011. október 8-án Jerma bejelentette együttműködését a Machinima online szórakoztató networkkel.
2014 márciusában Jerma közzétette a legelső Jerma Rumblet, egy azóta évente megrendezésre kerülő produkciót, ahol WWE 2K játékokat használva készít elsősorban mókás vagy furcsa karaktereket, amiket sokszor korábbi videóiból és élőadásaiból kölcsönöz, és végignézi, ahogyan birkóznak. 2016 augusztusában közzétett egy élőszereplős birkózós videót az az évi Jerma Rumbleként. 2015-ben több rossz minőségű, Apple app store-ból letöltött Grandt Theft Auto másolattal játszott, ami máig a legnézettebb videója.

### Twitch
Jerma 2016-ban tért át végleg a Twitch-re. Főként videójátokat streamel, mint például a The Sims, miközben a csettel és a nézőkkel beszélget. Miután végérvényesen Twitch streamer lett, rendhagyó és green screen élőadásairól lett ismert, amiből a rajongók vicces videókat szerkesztettek.
2019. szeptember 21-én, Jerma megtartott egy, a valós életben "robot karnevál" streamet, ahol a nézők kontrollálták a robotokat.
2021 márciusában megtartott egy, a valós életben történő régész- és geológia streamet egy paleantológussal a Nevada Science Center-től. Az élőadásban "feltárta" a Grotto Beast!-et, egy fiktív, 1990-es évekbeli, Pokémonon alapuló kártyajátékot. A kártyák több művész közreműködésével készültek. A rajongók együtt játszottak a viccel, és fan artokat készítettek talált felvételek formájában, például a névadó kártyajáték weboldalát, amely egy 1990-es évekbeli GeoCities weboldalra hasonlított. 2022 elején 10 000 dollárt adományozott a Nevada Science Center számára.
2021 augusztusában Jerma megkezdte a valós világban játszódó, The Sims videójáték-sorozat által inspirált Dollhouse élő közvetítést, amit az "eddigi legnagyobb projektjének" nevezett. A legelső, The Jerma985 Dollhouse névre keresztelt élőadás augusztus 18-án lett sugározva, és egy előre felvett videóval kezdődött, ahol Jerma kiválasztja a ruháját. A stream lehetővé tette, hogy a nézők irányíthassák Jermát: megetessék, boldogan, egészségesen és energikusan tartsák. A Dollhouse sorozatot a magas gyártási érték, valamint a nézők által a sorozat eseményei felett gyakorolt kontroll szintje jellemzi. Ezek a streamek a vizuális effektek és a valódi díszlet kombinációját használták.
2022. február 1-én Jerma élőben közvetítette a "Ki fog engem helyettesíteni?" műsort a Twitch-en. A műsorban különböző színészek játszották el olyan feltörekvő személyek szerepét, akik a Jerma Twitch-csatornájának átvételére pályáznak. A nézők szavazhattak a győztesre, és egy Twitch-szavazáson Ryan Manuel színész karakterét, a "#13"-ast választották. Ugyanazon év ugyanazon hónap 4-én "#13" szerepelt a Jerma985 csatornáján egy follow-up streamben, ahol egy Destiny 2 élőadást kommentált, és úgy tett, mintha átvette volna a csatornát.
Kora 2022-ben Jerma partnerségi szerződést kötött az Evolved Talent Agency-vel, hogy segítsen finanszírozni a közelgő nagyszabású eseményeit, amelyek mindegyike költséges vállalkozás számára. A 2019-es Carnival Stream több mint 40 000 dollárba került, a The Jerma985 Dollhouse pedig még ennél is többe, amihez a Coinbase-szel kötött szponzori megállapodásra volt szükség.
2022. augusztus 19-én a Jerma egy közvetített baseballmeccset rendezett a CarShield Field-en, amelyen a fiktív Jerma Baseball Association szerepelt. Később a játékot egy "élő vígjátéki improvizációs showhoz" hasonlította. A közvetítés során két fiktív és komikus baseballcsapat, a Maryland Magicians és a California Circus (amely félprofi baseballjátékosokból és cirkuszi előadókból áll) egy módosított baseballt játszott különböző trükkökkel, például "Power Cards"-okkal, amelyek előnyöket biztosítottak az őket kijátszó csapatnak. Jerma a bíró szerepét játszotta. Az eseményt a Fansly és a Manscaped szponzorok támogatták anyagilag.
2022. december 17-én Jerma a házigazdája volt a "Jerma Christmas Special" című műsornak, amely kezdetben egyszerű év végi díjátadónak tűnt. Ehelyett a főcsatornát "meghackelte" a The Extinguisher nevű karakter, ahol Call of Duty: Modern Warfare II-vel játszott megtorlásként a különböző megszegett ígéretekért, amiket Jerma tett a közösségének. A díjátadó egy alternatív Twitch-csatornán folytatódott. Egy óra elteltével, miután mindkét stream egyszerre volt fent, megjelent a Mikulás, és segített a két félnek kibékülni. Ezt a streamet az OFFBRAND és a Beyond The Summit készítette.
2023 február végén Jerma felfedte, hogy a Grotto Beasts! hivatalosan is megjelenik két évvel a tervezett megjelenés után. A "megújult" gyűjtőkártyás játékban 20 különböző művész, köztük maga Jerma is szerepel. Jelenleg 200 egyedi kártya van, négyféle típusban: Grottók, Szörnyek, Kívánságok és Kihívók.
2023. június 12-én Jerma bejelentette, hogy csatlakozott az OFFBrand-hez, mint vezető kreatív igazgató.
Jerma olyan tartalomkészítőkkel dolgozott együtt, mint Ludwig Ahgren, Kitboga, és a Vinesauce streamercsoport tagjai.

## Díjai, jelölései
| Év   | Esemény             | Kategória                   | Jelölt alkotás         | Eredmény | Forrás |
| ---- | ------------------- | --------------------------- | ---------------------- | -------- | ------ |
| 2022 | The Streamer Awards | Legjobb közvetített esemény | The Jerma985 Dollhouse | Megnyert | [ 38 ] |
| 2022 | The Streamer Awards | A saját ligájuk             | Saját maga             | Megnyert | [ 38 ] |
| 2023 | The Streamer Awards | Az év streamere             | Saját maga             | Jelölt   | [ 39 ] |
| 2023 | The Streamer Awards | Legacy Award                | Saját maga             | Megnyert | [ 39 ] |
| 2023 | The Streamer Awards | Legjobb közvetített esemény | Jerma Baseball Stream  | Jelölt   | [ 39 ] |

## Fordítás
Ez a szócikk részben vagy egészben  a   Jerma985 című angol Wikipédia-szócikk ezen változatának fordításán alapul.  Az eredeti cikk szerkesztőit annak laptörténete sorolja fel. Ez a jelzés csupán a megfogalmazás eredetét és a szerzői jogokat jelzi, nem szolgál a cikkben szereplő információk forrásmegjelöléseként.